# Oficina Municipal por el Derecho a la Vivienda
La Oficina Municipal por el Derecho a la Vivienda (OMDV) es el lugar donde el Ayuntamiento de Sevilla, a través de EMVISESA, presta un servicio de atención directa e integral a la ciudadanía en todos aquellos aspectos relacionados con las necesidades de vivienda y las situaciones de pérdida de la misma.
La OMDV cuenta con personal de formación especializada para realizar un servicio de análisis y asesoramiento completo, actuando en materia de prevención, mediación y protección ciudadana, intermediación con los juzgados en materia de desahucios así como en los aspectos sociales, económicos, técnicos, jurídicos y de defensa del ciudadano que sean necesarios.

## Historia
El martes 31 de mayo abrió sus puertas la Oficina Municipal por el Derecho a la Vivienda (OMDV), dando cumplimiento a lo previsto en el Pleno del Ayuntamiento celebrado el 24 de noviembre de 2015, con el objetivo de abordar las necesidades de vivienda en la ciudad de Sevilla y las situaciones de pérdida de la misma, procurando dar solución a los problemas habitacionales, con especial atención a los sectores más desprotegidos.

## Objeto social
La Oficina Municipal por el Derecho a la Vivienda de Sevilla es el vehículo de atención integral a las personas que carecen de vivienda o se encuentran en una situación de necesidad urgente de la misma, ya sea por desalojo o por otros motivos de urgencia.
Asimismo, es el mediador social entre ciudadanos y entidades financieras, estamentos jurídicos u otros organismos.
Conforme a las directrices fijadas por los Acuerdos Plenarios que instan a su creación y los servicios recogidos en su Carta de Servicios,  los objetivos fundamentales de la nueva Oficina Municipal por el Derecho a la Vivienda del Excmo. Ayuntamiento de Sevilla, que se residenciará en su Entidad dependiente EMVISESA, serán sustancialmente los siguientes:
1. Garantizar el derecho a la vivienda mediante la actuación en dos líneas, primero a través del Registro Municipal de Demandantes de Vivienda Protegida y, en segundo lugar, mediante la atención individualizada a las personas en proceso de pérdida de la vivienda derivado de ejecución hipotecaria, impago de alquiler u ocupación sin título de vivienda.
2. Prestar de un servicio de asesoramiento legal y jurídico a las personas con problemáticas relacionadas con el alojamiento, que permita actuaciones de prevención, mediación y protección, para así garantizar una atención integral.
3. Mediar en la resolución de conflictos, facilitando la comunicación para que las partes, por sí mismas, sean capaces de resolver sus controversias.
4. Elaborar un censo de viviendas vacías en propiedad de bancos y promotoras inmobiliarias, tratando de incentivar su puesta en uso.
5. Prestar asistencia social y/o psicológica en coordinación con los Servicios Sociales del Ayuntamiento, Puntos de Información de la Mujer y ONG.
6. Publicar de manera semestral para su análisis, evaluación y seguimiento, las actuaciones llevadas a cabo por la Oficina Municipal por el Derecho a la Vivienda.

### Ámbito de actuación
Las funciones de la Oficina Municipal por el Derecho a la Vivienda van dirigidas a las personas empadronadas y que residen de manera habitual en la ciudad de Sevilla.
El público al que se dirige principalmente esta OMDV es el de aquella unidad familiar o convivencial que se encuentra en situación de especial necesidad asistencial por riesgo de pérdida de su residencia o que, una vez perdida, requiere de solución habitacional.

## EMVISESA
La Oficina Municipal por el Derecho a la Vivienda (OMDV) depende de EMVISESA para prestar un servicio de atención directa e integral a la ciudadanía en todos aquellos aspectos relacionados con las necesidades de vivienda y las situaciones de pérdida de la misma.

## Registro Público Municipal de Vivienda Protegida de Sevilla
La OMDV integra el Registro Público Municipal de Demandantes de Vivienda Protegida de Sevilla, instrumento a través del cual el Ayuntamiento de Sevilla adjudica las viviendas protegidas promovidas en la ciudad de Sevilla, en virtud del Decreto 1/2012 de la Consejería de Fomento y Vivienda de la Junta de Andalucía. Para ser adjudicatario de una Vivienda Protegida, ya sea en compra o en alquiler, es necesaria la inscripción en el Registro Público Municipal de Demandantes de Vivienda Protegida.
Las viviendas protegidas de EMVISESA, así como las de otros promotores públicos o privados de Sevilla, se adjudican a través del Registro Público Municipal de Demandantes de Vivienda Protegida de Sevilla, garantizando los principios de publicidad, igualdad y concurrencia.
Para optar a una vivienda protegida es requisito indispensable estar inscrito en el Registro de Demandantes y cumplir las condiciones establecidas.